# Avery Dennison

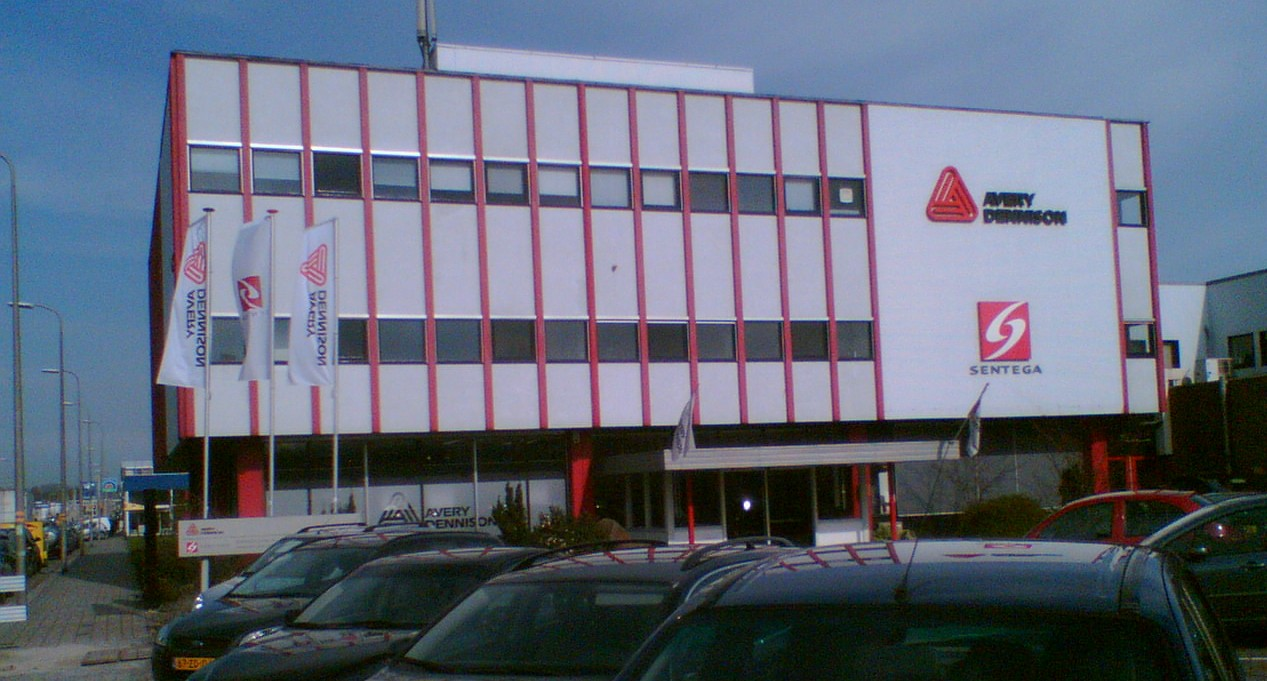
Avery Dennison în Utrecht, Olanda

Avery Dennison Corporation este un producător și distribuitor foarte important de materiale adezive sensibile la presiune (precum etichete autoadezive), papetărie, și multe alte produse din hârtie. În 1935, R. Stanton Avery pune bazele Avery în Los Angeles sub numele de Kum-Kleen Adhesive Products Company, redenumit în 1938 cu numele de Avery Adhesives.
Avery Dennison Corporation a fost creat în 1990 prin unirea firmei Avery cu Dennison. Compania are sediul în prezent în Pasadena, California. În 2008, Avery apare în topul "Fortune 500" pe locul 376 cu o valoare a vânzărilor de 6.7 miliarde de dolari. Principalul segment de produse al firmei sunt materialele sensibile la presiune, cu care se realizează 54% din vânzări. Avery are în prezent 36.000 de angajați în toată lumea, ce se ocupă cu producerea și distribuția produselor în peste 60 de țări. În 1955 a fost înființată prima sucursală de peste ocean.